# Sankt Antönien
St. Antönien (Reto-Romaans: Sontg Antönia; Walserduits: Santa(n)töniä) is een dorp dat deel uitmaakt van de gemeente Luzein in het Zwitserse kanton Graubünden (district Prättigau/Davos). St. Antönien telt 360 inwoners. Tot eind 2015 was St. Antönien, dat in 2007 al samenging met St. Antönien Ascharina, een zelfstandige gemeente.
Het dorp, dat vooral uit verspreide bebouwing bestaat, ligt in het St. Antöniental, een zijdal van het Prattigäu. Het is vanouds een Walserdorp, waar nog een Walserduits dialect wordt gesproken.